# Dècada del 770
La dècada del 770 comprèn el període que va des de l'1 de gener del 770 fins al 31 de desembre del 779.

## Personatges destacats
- Carlemany, emperador de l'Imperi Carolingi
- Adrià I, papa